# Nothobranchius fuscotaeniatus
Nothobranchius fuscotaeniatus – gatunek ryby z rzędu karpieńcokształtnych. Osiąga rozmiary do 3,3 cm długości. Występuje w Tanzanii. Ubarwienie granatowe w jasnoniebieskie pasy.